# 8th Anniversary Show
8th Anniversary Show est un évènement de catch produit par la Ring of Honor (ROH), qui était disponible uniquement en ligne. Le PPV se déroula le 13 février 2010 au Manhattan Center à Manhattan, dans l'état de New York. C'était la 8e édition de Anniversary Show de l'histoire de la ROH. C'est l'un des évènements majeurs de la ROH qui célèbre l'anniversaire de la fédération.

## Contexte
Les spectacles de la Ring of Honor en paiement à la séance sont constitués de matchs aux résultats prédéterminés par les scénaristes de la ROH. Ces rencontres sont justifiées par des storylines - une rivalité avec un catcheur, la plupart du temps - ou par des qualifications survenues au cours de shows précédant l'évènement. Tous les catcheurs possèdent un gimmick, c'est-à-dire qu'ils incarnent un personnage face (gentil) ou heel (méchant), qui évolue au fil des rencontres. Un pay-per-view comme Anniversay Show est donc un événement tournant pour les différentes storylines en cours.

## Résultats
| #                                                                | Matchs, | Stipulation                                             | Durée |
| ---------------------------------------------------------------- | --- | ------------------------------------------------------- | ----- |
| 1                                                                | Roderick Strong bat Brian Kendrick | Match simple                                            | 10:25 |
| 2                                                                | Kings of Wrestling (Claudio Castagnoli & Chris Hero) (avec Shane Hagadorn et Sara Del Rey) battent The Bravado Brothers (Lance Bravado (en) & Harlem Bravado (en)) | Tag Team match                                          | 5:22  |
| 3                                                                | Eddie Kingston & Necro Butcher (avec Gypsy Joe) battent The Embassy (en) (Erick Stevens (en) & Joey Ryan) (avec Ernie Osiris et Prince Nana (en))                  | Unsanctionned Tag Team match                            | 8:05  |
| 4                                                                | Davey Richards (avec Shane Hagadorn) bat El Generico (avec Colt Cabana)                                                                                            | Samoan Strap match                                      | 21:15 |
| 5                                                                | The Briscoe Brothers (Jay Briscoe & Mark Briscoe) (c) battent The Dark City Fight Club (Jon Davis (en) & Kory Chavis (en))                                         | Tag team match pour les ROH World Tag Team Championship | 9:58  |
| 6                                                                | Delirious (avec Daizee Haze) bat Steve Corino, Kenny King et Rasche Brown                                                                                          | Four Corners Survival match                             | 9:11  |
| 7                                                                | Colt Cabana bat Kevin Steen par DQ | Match simple                                            | 8:58  |
| 8                                                                | Tyler Black bat Austin Aries (c) | Match simple pour le ROH World Championship             | 22:24 |
| (c) désigne le(s) champion(s) défendant son titre dans le match. | |                                                         |       |